# Weites Wasser
Weites Wasser ist ein US-amerikanischer Fernsehfilm aus dem Jahr 2006. Er ist ein Remake des 1974 veröffentlichten Kinofilms Abschied von einer Insel, der wiederum auf dem autobiographischen Roman „Trennende Wasser“ (The Water Is Wide) des Autors Pat Conroy basiert. Jeff Hephner spielt den jungen Pat Conroy, einen idealistischen jungen Lehrer, der seine erste Stelle auf einer isolierten Insel vor Charleston, South Carolina, antritt.

## Handlung
Pat Conroy, ein ambitionierter, leicht rebellischer, idealistischer Lehrer nimmt das Angebot an, für zunächst ein Jahr eine Gemeinschaftsklasse schwarzer Kinder zu unterrichten. Die Kinder kommen alle aus den verarmten Fischerfamilien der Insel Yamacrew. Die Schule wird von Miss Brown geleitet, deren Lernziel darin besteht, blinden Gehorsam gegenüber unsinnigen Regeln durchzusetzen. Conroy setzt Himmel und Erde in Bewegung um die Schüler zu motivieren und anzuleiten. Als er jedoch erste Erfolge bei Schülern und Eltern erzielt, wird sein Vertrag von der konservativen Verwaltung nicht mehr verlängert.
Yamacraw Island ist eine fast vollständig von verarmten afroamerikanischen Fischern und Bauern bewohnte Insel vor der Atlantikküste South Carolinas mit einem winzigen Schulhaus für die Klassen 1–8. Die einzigen Weißen auf der Insel kontrollieren den Laden, die Bibliothek (die nur geöffnet ist, wenn jemand ein bestimmtes Buch möchte), die Post und die Fähre zum Festland. Jetzt, wo die örtliche Schule in den Kreis der größeren Bezirke eingemeindet wurde, versucht der Superintendent den Kindern der Insel eine undefinierte „bessere Erziehung“ zu bieten, obwohl er sich mehr für die Einhaltung von Regeln und starren Befehlsketten interessiert.
Der junge Conroy findet die Schule in einem erbärmlichen Zustand auf. Seine Rektorin, Mrs. Brown, konzentriert sich darauf, ihren Schülern vor allem Manieren beizubringen und dies vor allem mit Schlägen und verbalen Erniedrigungen. Die Schüler der Klassen 5 bis 8 können nicht schreiben und lesen, wissen nicht in welchem Land sie leben und kennen nicht den Namen des Ozeans in dem sich ihre Insel befindet. Sie haben keine Ahnung von Mathematik und ihrer eigenen Geschichte.
Obwohl er die Rektorin Mrs. Brown, den stellvertretenden Superintendenten Bennington, die örtlichen Weißen und den Superintendenten Piedmont gegen sich aufbringt, zeigt Conroy den Schülern Filme (die sie noch nie zuvor gesehen haben), liest ihnen Geschichten vor, die er mit Landkarten verbindet und hört den Kindern zu. Er schafft es sogar, einen Ausflug auf das Festland zu organisieren; für viele Kinder ist es das erste Mal, dass sie die Insel verlassen. Als Folge davon beginnen die Schüler sich zu entwickeln und aufzublühen, sowohl persönlich als auch in ihrem Interesse an Lehrinhalten. Conroy scheint damit eine echte Aufgabe für sein Leben gefunden zu haben. Bald wird klar, dass die Verwaltung kein Interesse daran hat, den Schülern eine wirkliche Ausbildung zu bieten. Die Stabilität und Konformität von Mrs. Brown wird bevorzugt. Am Ende wird Conroys Vertrag nicht mehr verlängert. Er bleibt auf dem Festland, heiratet, nimmt verschiedene andere Jobs an und wird schließlich Autor.

## Kritik
„Diese gutmenschelnde Neuauflage bleibt immer vorhersehbar und irritiert mit einem überflüssigen, onkelhaften Off-Erzähler.“

## Trivia
Mit der fiktiven Insel Yamacraw ist eigentlich Daufuskie Island in South Carolina gemeint, einem heute wohlhabenden Urlaubsort.